# 釋仁俊
釋仁俊（1919年—2011年2月9日），俗名劉寶根，法號仁俊，生於江蘇省泰興縣黃橋鎮，曾任同淨蘭若、紐約大覺寺住持，為印順導師基金會創辦人及榮譽董事長。長期在福嚴佛學院講學，對於台灣的僧團教育與佛學研究，有傑出的貢獻。

## 生平
1925年，七歲時，於黃橋傳道和尚座下出家。1935年，17歲，於寶華山隆昌寺，受具足戒。20歲時，入常州天寧寺佛學院研習，初識大醒法師。1941年，隨大醒法師，赴閩南佛學院求學。1943年畢業，回到天寧寺。
1953年，應印順導師之邀，由香港至台灣。
1964年，於台北新店創建同淨蘭若。
1976年，與敏智、聖嚴法師於美國紐約，一同建立大莊嚴寺。
2011年2月9日因肺癌，病逝於台北慈濟醫院，享壽92，僧臘77。

## 海外弘法
在美東二十年，釋仁俊法師在大覺寺、莊嚴寺、各佛教社團講經弘法不輟，甚至遠及美西美南的寺院。釋仁俊法師勤於寫作，來美之前，臺灣的《海潮音》月刊每期都有釋仁俊法師的文章。來美之後，他的文章仍散見於臺灣的《菩提樹》、《慧炬月刊》，以及美國的《美佛慧訊》。1973年，釋仁俊法師應美國佛教會之請，到紐約出任大覺寺住持，同時也擔任美國佛教會副會長。1977年底，釋仁俊法師辭去大覺寺任住持退居，住持由聖嚴法師繼任。翌年，釋仁俊法師移民法王寺靜修，1979年又移民同凈學舍。1980年，敏智老和尚因連任美佛會會長兩屆，辭會長職，董事長選出釋仁俊法師繼任會長。1984年辭位。

## 外部連結
- 仁俊長老簡介 （页面存档备份，存于）
- 仁俊長老行狀 （页面存档备份，存于）
- 華雨香雲--印順法師說仁俊長老
- 釋仁俊-百科知識中文網 （页面存档备份，存于）